# Попелюшка

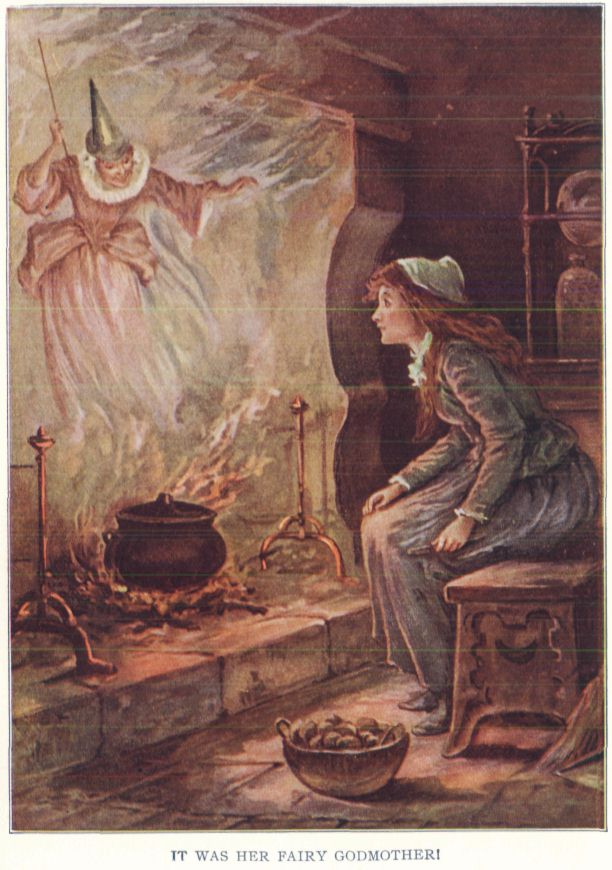
Добра фея та Попелюшка. Ілюстрація Олівера Херфорда натхненного казкою Шарля Перро

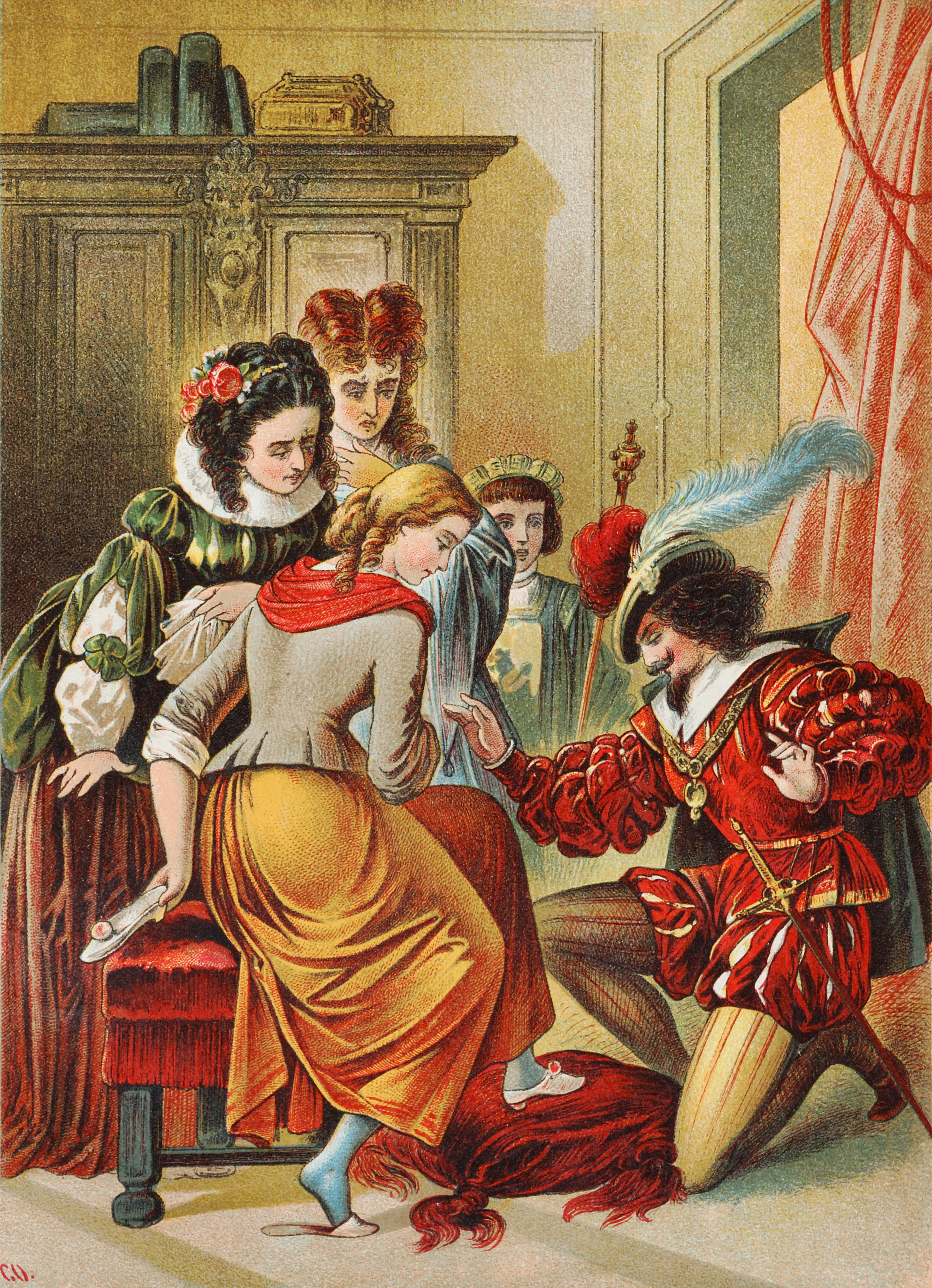
Попелюшка приміряє туфельки. Німецька ілюстрація XIX століття

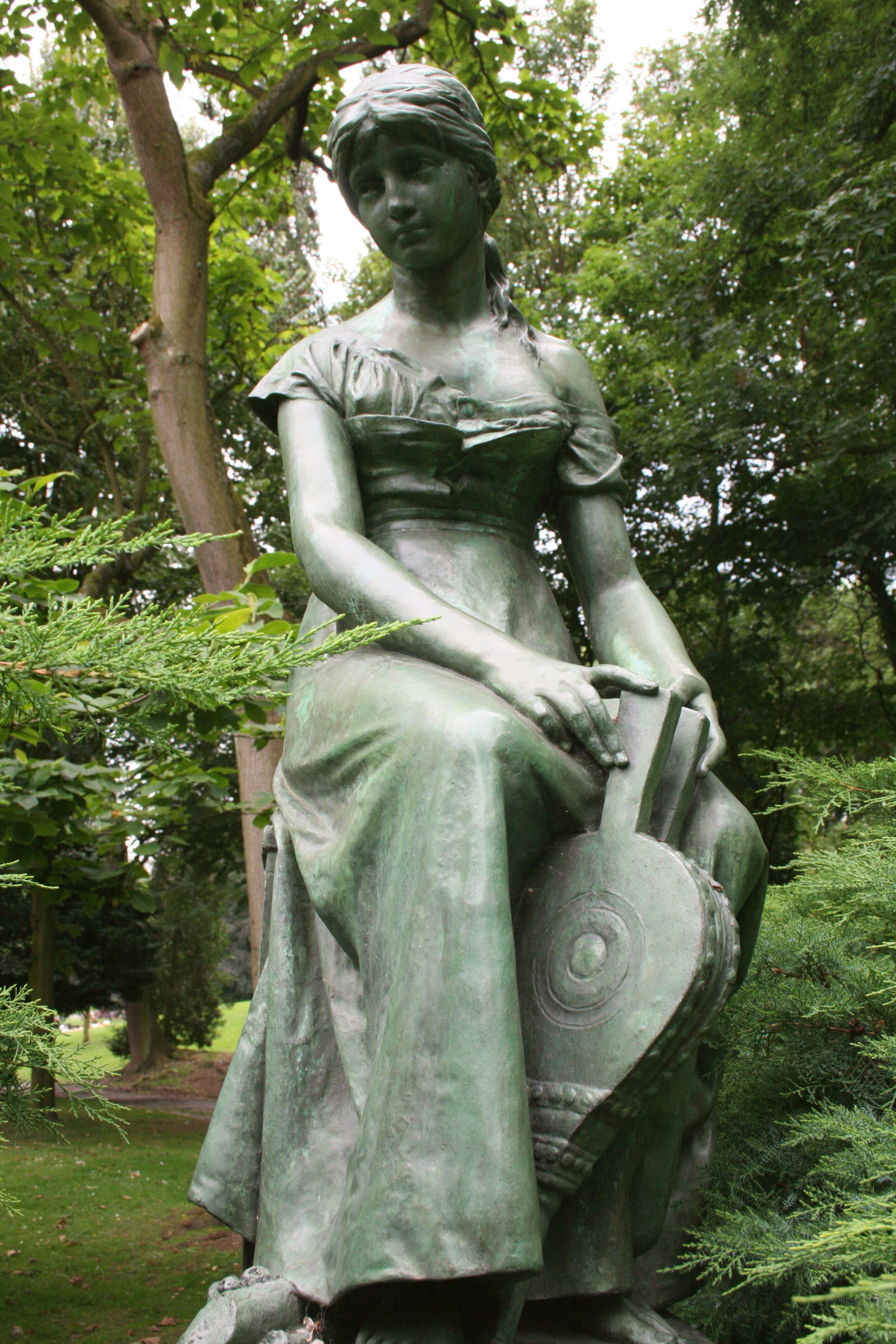
Пам'ятник Попелюшці в Брюсселі

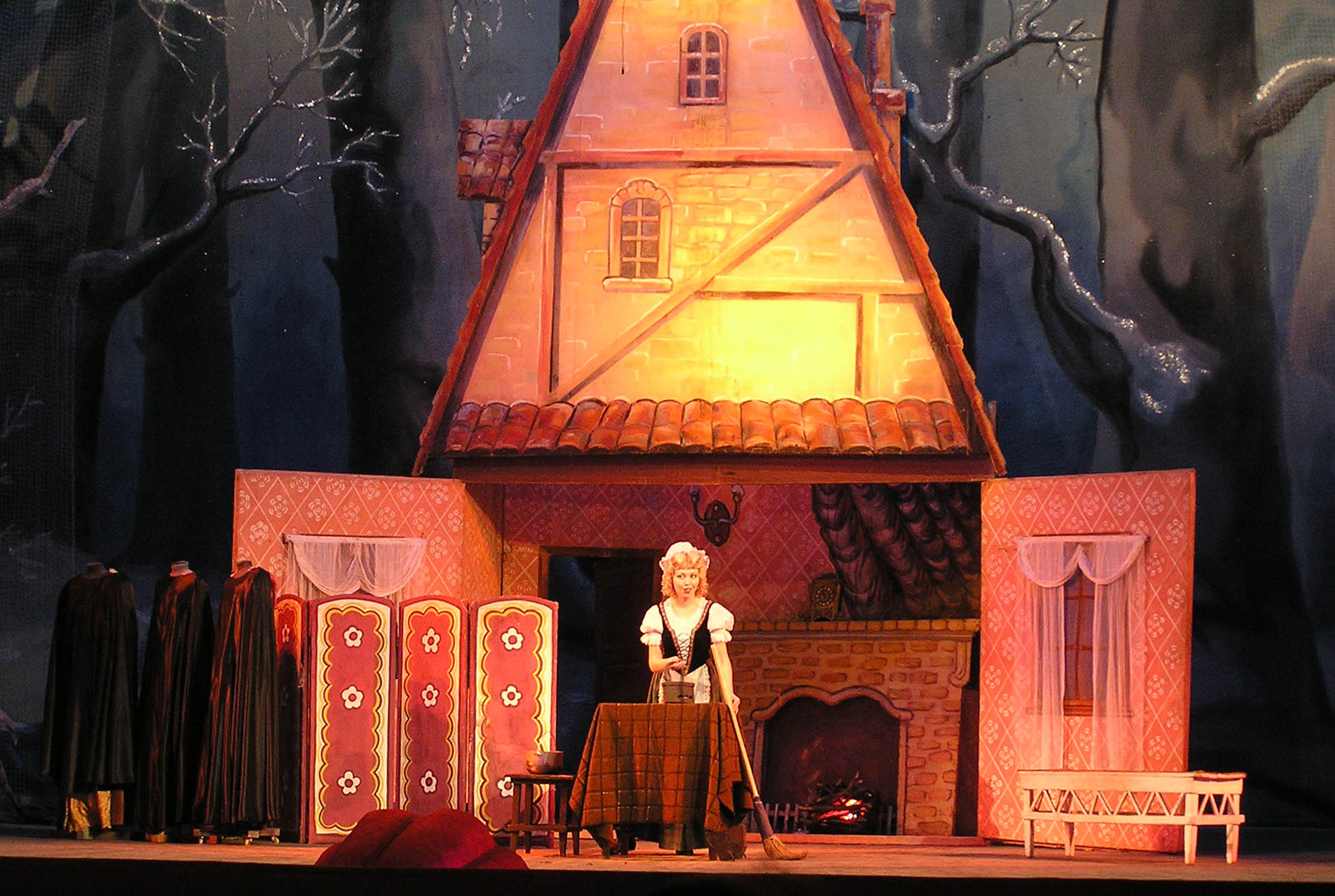
Постановка «Попелюшки» (Донецьк)

Попелю́шка (фр. Cendrillon, нім. Aschenputtel, англ. Cinderella) — фольклорна казка про несправедливе пригноблення і тріумфальну нагороду. Найвідоміша вона за редакціями Шарля Перро, братів Грімм та інших західноєвропейських письменників. Це один з найпопулярніших фольклорних сюжетів, який має понад тисячу втілень у різних народів світу.

## Сюжет в редакції Шарля Перро (1697)
Багатий і знатний вдівець з дочкою від першого шлюбу, чарівною і доброю дівчиною, одружився із зарозумілою і злою дамою з двома дочками, які у всьому схожі на матір. Батько у всьому слухається своєї нової дружини. Мачуха змушує пасербицю жити на горищі, спати на солом'яній підстилці та виконувати найважчу і найбруднішу роботу. Після роботи дівчина зазвичай відпочиває, сидячи на ящику з попелом біля комина, тому сестри прозвали її Попелюшкою. Зведені сестри Попелюшки купаються в розкоші, а вона покірливо зносить їх глузування.
Принц Мірліфлор (фр. mirer — «прагнути», «домагатися» і fleur — «квітка» — звідси прізвисько елегантних молодих людей за часів Людовика XVI) влаштовує бал, на який запрошує всіх знатних людей королівства з дружинами та дочками. Мачуха і сестри Попелюшки теж запрошені на бал, але Попелюшку, в її брудному лахмітті ніхто до палацу не пустить. Після від'їзду мачухи та сестер Попелюшка гірко плаче. Її відвідує хрещена мати, яка є феєю. Добра фея перетворює диню, мишей, щура і ящірок відповідно в карету, коней, кучера і слуг, лахміття Попелюшки — в розкішну сукню, і дарує їй кришталеві черевички. Вона попереджає Попелюшку, що рівно опівночі карета перетвориться назад в диню, а сукня перетвориться у лахміття і чари зникнуть. Попелюшка їде на бал і там всі захоплені її красою, витонченістю і вбранням. Принц танцює з нею і пригощає її апельсинами. За чверть на дванадцяту Попелюшка прощається з усіма і швидко поспішає додому. Вдома вона одягає старий фартух і дерев'яні черевики та слухає захоплені розповіді сестер, які повернувшись з балу пізніше, розповідають про прекрасну незнайомку яка виблискувала своєю красою на балу.
Наступного вечора Попелюшка ще ошатніша знову їде на бал. Принц не відходить від неї та нашіптує їй ввічливі люб'язності. Попелюшці дуже весело і вона схаменулася лише коли годинник почав бити північ. Попелюшка тікає додому, але по дорозі втрачає кришталеву туфельку. Принц оголосив по всьому королівству, що він одружується з дівчиною, якій підійде крихітна кришталева туфелька. На подив сестер, Попелюшка вільно надягає туфельку і відразу після примірки вона дістає з кишені другу таку ж туфельку, а фея перетворює її лахміття в розкішну сукню. Сестри падають на коліна просячи вибачення у Попелюшки й вона прощає сестер від щирого серця. Потім Попелюшка їде до палацу принца і через кілька днів відбувається весілля. Сестер вона бере до себе в палац і в той же день видає їх заміж за двох придворних вельмож.

## Сюжет в редакції братів Грімм
У багатого чоловіка помирає дружина. Перед смертю вона просить дочку бути скромною і доброю. Після смерті матері дочка щодня ходить до матері на могилу і виконує її прохання, вона скромна і добра. Настає зима, потім весна, і чоловік одружується з іншою жінкою. У мачухи дві дочки — красиві, але злі. Вони відбирають від дочки багатія красиві сукні й виганяють її жити на кухню. Крім того, дівчина тепер з ранку до вечора виконує найбруднішу й найважчу роботу, а спить у попелі, тому її називають Попелюшкою. Зведені сестри знущаються з Попелюшки, наприклад, висипають горох і сочевицю в попіл. Батько їде на ярмарок і питає, що привезти дочці й пасербицям. Пасербиці просять дорогих суконь і дорогоцінного каміння, а Попелюшка — гілку, яка на зворотному шляху першим зачепить його за шапку. Привезену гілку ліщини Попелюшка садить на могилі матері й поливає сльозами. Виростає гарне дерево.
Король влаштовує триденний бенкет, на який скликає всіх найкрасивіших дівчат країни, щоб його син міг вибрати собі наречену. Зведені сестри йдуть на бенкет, а Попелюшці мачуха заявляє, що ненавмисно висипала в золу миску сочевиці й Попелюшка зможе піти на бал, тільки якщо вибере її за дві години. Попелюшка кличе: «Ви, голубки ручні, ви, горлиці, пташки піднебесні, скоріше до мене летіть, сочевицю вибрати допоможіть!». Вони справляються з завданням менше ніж за годину. Тоді мачуха «ненавмисно» висипає вже дві миски сочевиці й скорочує термін до години. Попелюшка знов кличе голубок і горлиць, і вони справляються з роботою за пів години. Мачуха заявляє, що Попелюшці нічого надіти й танцювати вона не вміє, і їде зі своїми дочками так і не взявши Попелюшку. Вона приходить до горіхового деревця і просить: «Ти хитнися, обтрусися, деревце, ти одягни мене в золото-срібло». Дерево скидає розкішний одяг. Попелюшка приходить на бал і принц весь вечір танцює тільки з нею. Потім Попелюшка тікає від нього і підіймається на голубник. Принц розповідає про все королю. «Подумав старий: — А чи не Попелюшка це? — Велів принести сокиру і багор, щоб зруйнувати голубник, але в ньому нікого не було.»
На другий день Попелюшка знову просить у деревця одяг і повторюється все те ж, що і в перший день, тільки Попелюшка не тікає на голубник, а підіймається на грушу. На третій день Попелюшка знову просить у деревця одяг і танцює на балу з принцом, але коли тікає, то до вкритих смолою сходах (хитрість принца) прилипає її туфелька з чистого золота. Принц приходить до батька Попелюшки й говорить, що візьме в дружини тільки ту, на чию ногу підійде ця золота туфелька. Одна з сестер відрізує палець, щоб надіти туфельку. Принц забирає її з собою, але дві білих голубки на горіховому дереві співають, що її черевичок весь в крові. Принц повертає коня назад. Те ж повторюється з іншого сестрою, тільки вона відрізала не палець ноги, а п'яту. Тільки Попелюшці підходить черевичок. Принц впізнає дівчину й оголошує своєю нареченою. Коли принц з Попелюшкою проїжджають повз кладовища, голубки злітають з дерева і сідають на плечі Попелюшці — одна на ліве, інша на праве, і так і залишаються сидіти. «А коли прийшов час весілля справляти, з'явилися і віроломні сестри — хотіли до неї підлеститися і розділити з нею її щастя. І коли весільна хода вирушила до церкви, старша виявилася по праву руку від нареченої, а молодша по ліву; та виклювали голуби кожній з них по оку. А потім, коли поверталися назад з церкви, йшла старша по ліву руку, а молодша по праву; та виклювали голуби кожній з них ще по оку. Так були вони покарані за злобу свою і лукавство на все своє життя сліпотою.».

## П'єси
За мотивами казки вийшли численні ігрові та мультиплікаційні фільми, як прямі адаптації, так і повні переосмислення в яких використовуються окремі елементи сюжету:
- В 1817 році італійський композитор Джоаккіно Россіні написав однойменну п'єсу за французькою версією казки.
- В 1899 відбулася прем'єра іншої версії опери французького композитора Жюля Массне.
- 1945 році відбулася прем'єра балету Сергія Прокоф'єва на лібрето Миколи Волкова.
- В 1946 Євген Шварц написав п'єсу за мотивами французької версії сюжету.
- Також вийшов[коли?] однойменний комікс, в якому історія адаптована на сучасний мотив, в рамках серії переосмислених казок Grimm Fairy Tales.
- У 2016 році театр тіней Verba з України додали цю казку до свого шоу «Королівство тіней» й дали з ним понад 50 концертів в Україні, Європі, близькому сході та Азії.
- У 2016 театр тіней Delight адаптував виставу під формат 3D шоу тіней. Вперше вистава була показана в м. Чернігів (Україна)[2].

## Фільмографія
- Попелюшка (1960, США) — з Джеррі Льюїсом у головній ролі.

## Українські видання
- Перро, Шарль. Попелюшка: Для дошк.та мол.шк.в. / Перро Шарль ; худож. Л. Гончарова. — К. : Преса України, 1998. — 16 с.
- Перро, Шарль. Попелюшка: Казка: Пер. з фр. / Перро Шарль; худож. І.Вишинський; переказ Р. Терещенка. — К.: Гроно, 1997. — 16 с.
- Перро, Шарль. Попелюшка: Казка: Пер. з фр. / Перро, Шарль. — Х. : Ранок, 2004. — 10 с.
- Шарль Перро. Попелюшка. Комплект листівок. Київ, Мистецтво, 1980.